# Solutréenská hypotéza

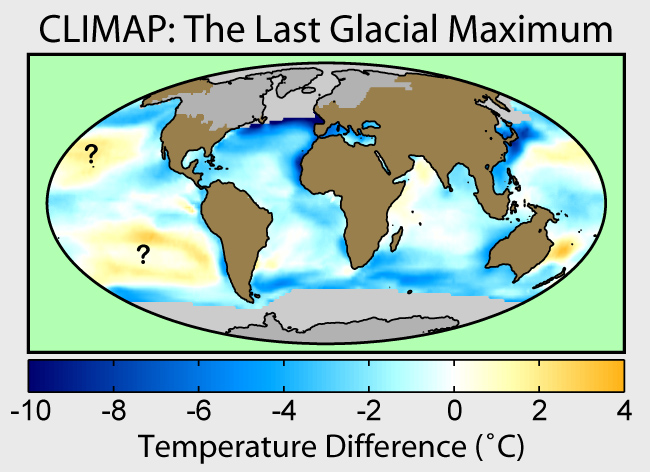
Mapa světa v poslední době ledové s vyznačenou hranicí zalednění

Solutréenská hypotéza je teorie o osídlení amerického kontinentu loveckými populacemi ze západní Evropy zhruba před dvaceti tisíci lety, s níž přišli v roce 1998 archeologové Dennis Stanford a Bruce Bradley. Vycházeli z nápadné podobnosti pazourkových nástrojů ve tvaru vavřínového listu užívaných cloviskou kulturou s typickou kamennou industrií solutréenu nalézanou v dnešní Francii a Španělsku. Za další důkaz spojení mezi oběma oblastmi je označováno rozšíření haploskupiny X (mtDNA), která se vyskytuje jak u Evropanů, tak u původních obyvatel atlantického pobřeží Severní Ameriky. Že prehistorie Ameriky mohla být složitější, než se dosud předpokládalo, dokládá nález kostry s europoidními rysy, známé jako Muž z Kennewicku.
Hypotéza předpokládá, že část obyvatel západní Evropy byla v důsledku těžkých životních podmínek v poslední době ledové donucena hledat nová sídliště. Postupovali na člunech podél okraje trvale zamrzlého oceánu, který tehdy sahal od dnešních Britských ostrovů po Chesapeackou zátoku. Podobně jako Eskymáci na ledovém příkrovu odpočívali a získávali ze sněhu pitnou vodu, potravu si opatřovali lovem mořských živočichů, tulení tuk využívali jako zdroj tepla. Po dosažení amerického kontinentu se usadili v lokalitě zvané Cactus Hill. Nepočetný kmen později splynul s mongoloidními populacemi, které přišly do Ameriky přes pozemní most Beringie.
Stanice Discovery Channel vysílala film, který se pokusil rekonstruovat putování solutréenských lovců do Ameriky.
Většina odborníků, např. Lawrence Guy Straus nebo David Meltzer, tuto teorii odmítá. Argumentem je jak obtížnost šestitisícikilometrové plavby po rozbouřeném ledovém moři, tak i skutečnost, že se v Americe nikde nenašly jeskynní malby zvířat, charakteristické pro solutréenské období.